# Trójstyk granic Polski, Czech i Słowacji

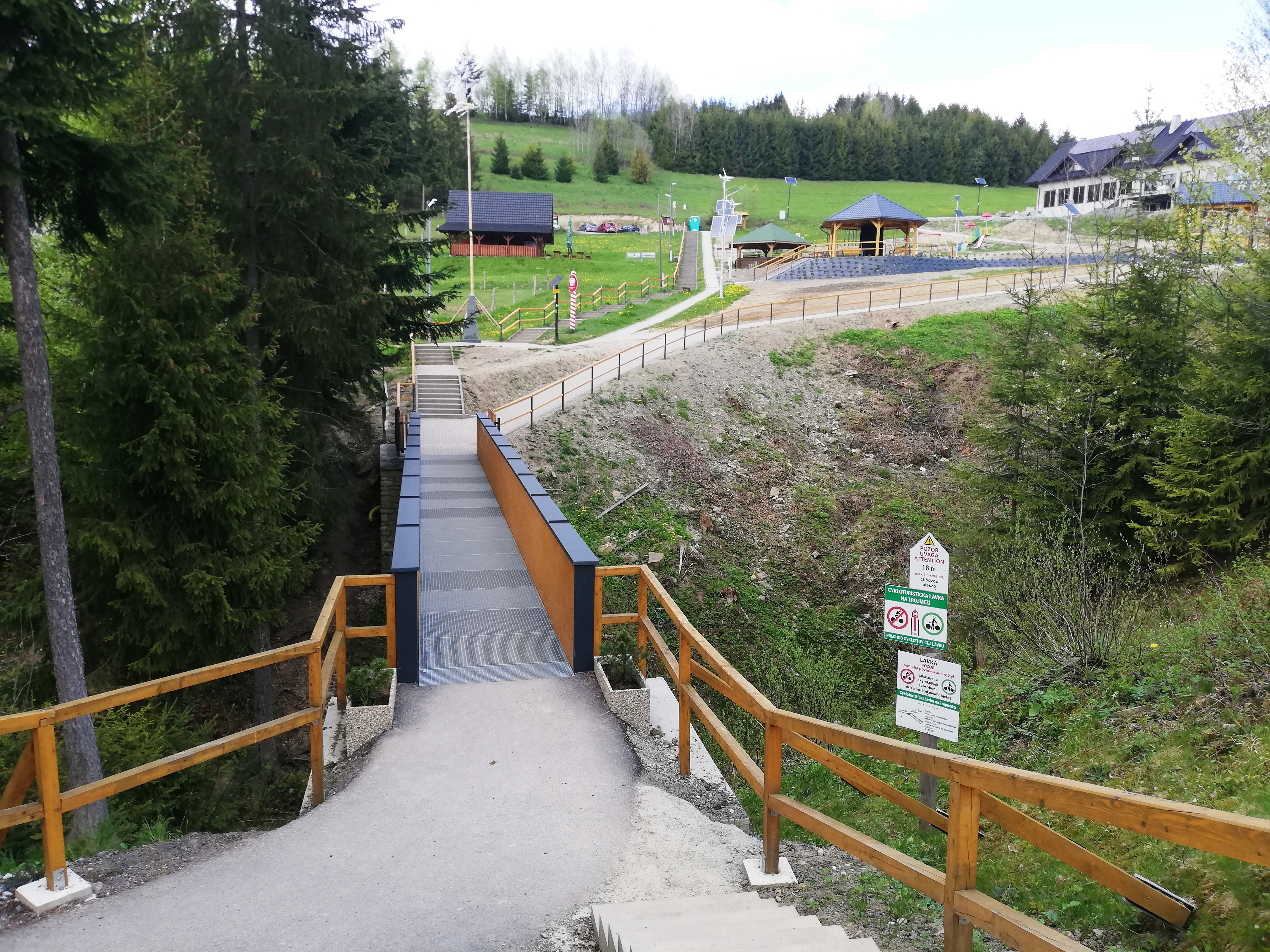
Miejsce styku trzech granic

Trójstyk granic Polski, Czech i Słowacji – punkt styku granic trzech państw (trójstyk): Polski, Czech i Słowacji. Powstał w 1993 roku po podziale Czechosłowacji. Znajduje się w miejscu styku granic miejscowości Jaworzynka (po polskiej stronie), Herczawa (Czechy) i Czerne (Słowacja). Punkt stanowi atrakcję turystyczną, utworzono przy nim ścieżki i miejsca do odpoczynku.
Trójstyk powstał po podziale Czechosłowacji (1 stycznia 1993 roku). Wcześniej w tym miejscu biegła granica polsko-czechosłowacka. Jest to jeden z sześciu trójstyków Polski, jeden z czterech trójstyków Czech i jeden z pięciu trójstyków Słowacji. W 1995 roku w rejonie trójstyku ustawiono za pomocą śmigłowca trzy trójgraniaste obeliski z jasnoszarego granitu, jeden po stronie polskiej, drugi na terenie Czech, a trzeci na Słowacji. Każdy z nich ma 215 cm wysokości i waży ponad 800 kg. Żaden z obelisków nie wskazuje jednak dokładnego położenia styku granic państwowych, które znajduje się w głębokim na 8 metrów i szerokim na 34 metry jarze. Po dnie jaru płynie okresowy potok, zwany Wawrzaczowym Potokiem. Pod koniec 2006 roku rozpoczęto budowę infrastruktury turystycznej w rejonie trójstyku. Powstały wówczas ścieżki prowadzące do punktu i miejsca do odpoczynku dla turystów, a ponad korytem potoku wybudowano drewnianą kładkę, znajdującą się w 65% po stronie polskiej i 35% po stronie słowackiej. Postawiono także mniejszy słupek w dokładnym miejscu zbiegania się trzech granic państwowych. Oddanie do użytku nowej infrastruktury nastąpiło 14 lipca 2007 roku z udziałem przedstawicieli lokalnych samorządów oraz posła do Parlamentu Europejskiego, Jana Olbrychta. W 2016 roku rozebrano jednak drewnianą kładkę z powodu złego stanu technicznego. Na nową kładkę trzeba było czekać sześć lat, otwarto ją dopiero w 2022 roku.